# هانس کالم
هانس کالم (استونیایی: Hans Kalm; ۲۱ آوریل ۱۸۸۹ – ۱ فوریهٔ ۱۹۸۱) یک نظامی اهل استونی بود که در امپراتوری روسیه، فنلاند و استونی خدمت کرد.
وی در سال ۱۹۱۴ به استخدام ارتش امپراتوری روسیه درآمد و در جنگ جهانی اول در خلیج ریگا حضور داشت، پس از انقلاب روسیه به فنلاند رفت و به گارد سفید فنلاند پیوست. در جنگ داخلی فنلاند (۱۹۱۸) اقدام به تشکیل یک گردان از دانشجویان محیط‌بانی دو کالج کرد.
در ژوئیه ۱۹۱۸ وی از ارتش سفید استعفا داد و عازم استونی شد فرمانده هنگ پوهیان پویات متشکل از داوطلبانی فنلاندی در جنگ استقلال استونی شد. در مه ۱۹۱۹ پوهیان پویات منحل شد به فنلاند بازگشت.
کالم در ۱۹۲۳–۱۹۳۳ در ایالات متحده آمریکا زندگی کرد و در رشته پزشکی تحصیل کرد و در نیوجرسی و نیویورک به عنوان پزشک کار کرد. وی در حالی که شهروندی ایالات متحده آمریکا را به دست آورده بود در سال ۱۹۳۴ به فنلاند بازگشت پزشکی را در آنجا ادامه داد. کالم با شروع جنگ جهانی دوم بیشتر به امور پزشکی فنلاندی می‌پرداخت.